# Tunnel dell'Eysturoy
Il Tunnel dell'Eysturoy (Eysturoyartunnilin e precedentemente noto come Skálafjarðartunnilin) è una lunga galleria stradale sottomarina sotto il fiordo Tangafjørður nelle Isole Faroe, che collega l'isola di Streymoy all'isola di Eysturoy. Attraversa anche la parte meridionale dello Skálafjørður e collega le città di Runavík sul lato orientale e Strendur sul lato occidentale del fiordo e comprende la prima rotatoria sottomarina al mondo al centro della rete. 
È il più grande progetto infrastrutturale mai realizzato nelle Isole Faroe. Complessivamente, il tunnel sottomarino a tre rami misura 11,24 chilometri, compresa la rotatoria. I costi di costruzione sono stimati a circa un miliardo di corone danesi. La rotatoria presenta opere d'arte, comprese grandi sculture ed effetti di luce. Il tunnel è stato aperto al traffico il 19 dicembre 2020.

## Storia
L'idea per l'Eysturoyartunnilin è emersa durante la costruzione del Vágatunnilin e del Norðoyatunnilin, inaugurati rispettivamente nel 2002 e nel 2006, che hanno preannunciato un nuovo punto di vista sul trasporto interno e sullo sviluppo regionale. Nel 2006, è stata fondata la società privata P/F Skálafjarðartunnilin per costruire questo tunnel. A causa della crisi finanziaria, le parti interessate hanno impiegato diversi anni per concretizzare i piani e ottenere sostegno politico. Il tunnel è stato incluso nel piano nazionale di mobilità del 2012, che ha abbandonato il nome Skálafjarðartunnilin e da allora in poi lo ha chiamato esclusivamente Eysturoyartunnilin. Nel giugno 2013 è stata costituita un'altra società privata, P/F Eysturoyartunnilin, al fine di perseguire un accordo tra il governo nazionale faroese, la compagnia assicurativa faroese LÍV e la Copenhagen Infrastructure Partners (CIP) di proprietà danese. La CIP ha stipulato accordi segreti con il ministro dei trasporti delle Isole Faroe, Kári P. Højgaard, che ha dovuto dimettersi all'inizio di settembre a causa della notizia. Ciò ha portato a una piccola crisi politica. Nel 2015, dopo gli esiti di un'inchiesta ufficiale, il gabinetto di Kaj Leo Johannesen ha dovuto indire elezioni anticipate. Sia il P/F Skálafjarðartunnilin che il P/F Eysturoyartunnilin sono stati liquidati nel 2015, dopo circa due anni di inattività. Nel frattempo, all'indomani della crisi politica del 2013, una commissione speciale ha redatto una proposta per una soluzione pubblica piuttosto che privata. Questa proposta è stata sostenuta da tutte le parti politiche e ha portato nel 2014 alla costituzione di una società per azioni, la P/F Eystur- og Sandoyartunlar (in breve “EStunlar” o EST). Questa società, interamente di proprietà del Ministero dei Trasporti, costruisce, possiede e gestisce sia l'Eysturoyartunnil che il Sandoyartunnil. La NCC è stata incaricata di eseguire i lavori di costruzione di entrambe le gallerie.
L'accoppiamento finanziario (sovvenzione incrociata) tra i due tunnel è necessario poiché non si prevede che il Sandoyartunnilin generi un numero sufficiente di passeggeri per recuperare il proprio investimento solo attraverso i propri pedaggi, mentre l'Eysturoyartunnilin dovrebbe avere capacità in eccesso. Di conseguenza, i pedaggi per l'Eysturoyartunnilin non diminuiranno all'aumentare del numero di traffico (inelasticità dei prezzi). Solo quando gli investimenti per la costruzione di entrambi i tunnel saranno stati sufficientemente recuperati, i pedaggi potrebbero diminuire. Questo è diverso dal Vága e dal Norðoyatunnilin, dove i pedaggi sono diminuiti gradualmente nel tempo. Un'altra differenza è che l'Eysturoyartunnilin non sostituisce una rotta del traghetto, quindi i pedaggi non possono essere paragonati ai prezzi dei biglietti del traghetto.
L'8 novembre 2016 è stato raggiunto un accordo con la società di costruzioni scandinava NCC per la costruzione del tunnel Eysturoy e del tunnel Sandoy. Il contratto per entrambi i tunnel è di 2.073 milioni di corone danesi, mentre il costo complessivo per entrambi i tunnel è stimato a circa 2.600 milioni di corone danesi. La trivellazione del tunnel stesso è iniziata il 21 febbraio dal lato Strendur e il 27 aprile 2017 dal lato Hvítanes. Il team Strendur ha raggiunto la sezione della rotonda sottomarina il 4 dicembre 2017, a quel punto sono stati scavati 3.059 metri da entrambi i lati messi insieme. Con la prima tappa e la rotonda completate, è entrata in funzione una terza squadra di perforazione, con due squadre sulla tappa della rotonda di Hvítanes che lavoravano l'una verso l'altra (che si sono incontrate sott'acqua il 7 giugno 2019) e una dalla rotonda a Saltnes. L'ultimo diaframma è caduto il 7 giugno 2019, dopodiché alcuni mesi sono stati utilizzati per l'asfaltatura, il cablaggio, l'installazione di strutture di emergenza e la segnaletica. Nel frattempo, NCC ha spostato i set di perforazione al Sandoyartunnilin, che è iniziato il 27 giugno 2019. Sebbene la data di apertura prevista fosse il 1º dicembre 2020, a causa di ritardi tecnici e il COVID-19 questa è stata posticipata al 19 dicembre 2020.
La struttura è costituita da un tunnel sottomarino a due corsie che ha tre canne che si incontrano in una rotonda sottomarina, a 72,6 metri sotto la superficie del fiordo di Skálafjørður. Il tunnel è lungo 2.153 metri dall'ingresso di Rókini a Saltnes alla rotonda e la distanza da Sjógv a Strendur alla rotonda è di 1.625 metri. Il ramo principale da Tórshavn alla rotatoria misura 7.460 metri e riemerge vicino al villaggio di Hvítanes I tre rami misurano in totale 11,238 km. Ciò si traduce in una lunghezza stradale complessiva di 11,238 chilometri, che lo rende attualmente il secondo tunnel stradale sottomarino più lungo del mondo, superato solo dal tunnel Ryfast a Stavanger in Norvegia. La rotatoria è la prima rotatoria sottomarina al mondo. Per aumentare la sicurezza, nessuna pendenza nel tunnel è più ripida del 5% e il punto più basso si trova a 189 metri sotto la superficie dell'acqua.
La rotatoria è dotata di opere d'arte in metallo dell'artista faroese Tróndur Patursson, oltre a effetti di luce. L'opera d'arte è un pezzo di 80 metri che ha realizzato su misura per il tunnel, caratterizzato da una combinazione di sagome umane ed effetti di luce. Le piastre metalliche potranno ossidarsi e cambiare colore. Il Norðoyatunnilin, inaugurato nel 2006, include anche alcune delle opere di arte di Patursson. Ogni portale del tunnel presenta una sequenza di archi in cemento illuminati indipendentemente, come punti di riferimento.
L'apertura del tunnel al traffico è avvenuta il 19 dicembre 2020, ovvero 18 anni e 9 giorni dopo l'apertura del primo tunnel sottomarino nelle Isole Faroe, il Vágatunnilin che collega Tórshavn con l'aeroporto di Vágar. Per l'Eysturoyartunnilin c'è stata una cerimonia con discorsi e musica prima dell'apertura del tunnel, trasmessa in diretta dalla televisione faroese KVF. I veicoli di soccorso erano già stati autorizzati a utilizzare il tunnel pochi mesi prima dell'apertura.
Quando il tunnel è stato inaugurato nel dicembre 2020, ha ridotto significativamente i tempi di viaggio verso la capitale. Il tunnel ha ridotto la distanza di viaggio da Tórshavn a Runavík/Strendur da 55 chilometri a 17. I 64 minuti di auto sono stati ridotti a 16. Il viaggio da Tórshavn a Klaksvík è stato ridotto da 68 minuti a 36. Analogamente agli impatti dei due tunnel sottomarini esistenti, si prevede che un'intensificazione del traffico, dell'interazione e dell'integrazione regionale deriverà dalla maggiore accessibilità, sia su scala locale, regionale e nazionale. Sul lato Eysturoy del tunnel i prezzi delle case sono aumentati del 31% tra il 2019 e il 2020 e sono raddoppiati tra il 2015 e il 2020. Strandfaraskip Landsins ha modificato i percorsi della sua rete di linee di autobus come conseguenza dell'apertura del tunnel.
La linea 400 della direttrice che collega Klaksvík a Tórshavn ha abbandonato il vecchio percorso che passava per Sundalagið. Invece, ora passa direttamente per Runavík risparmiando circa 25 minuti per viaggio, mentre alcuni viaggi fanno un'ulteriore sosta a Strendur. Una nuova rotta 450 è stata stabilita per collegare Sundalagið ai siti di trasferimento a Kollafjørður (Effo) e Søldarfjørður, da cui ci sono collegamenti rispettivamente per Tórshavn e Klaksvík. La Route 440 Strendur-Toftir continua a utilizzare la rotta intorno a Skálafjørður e non utilizza il tunnel. 
Il governo nazionale e il comune di Runavik hanno concordato la costruzione di una circonvallazione tra l'imbocco del tunnel e i limiti della città di Glyvrar, al fine di alleviare il traffico in aumento per le strade della città una volta che il tunnel è stato aperto. Questa strada, chiamata Fjøruvegurin (strada litoranea), sarà costruita direttamente sulla costa. Un'autostrada proposta tra Hvítanes e Tórshavn, Innkomuvegurin, rimane in forse a partire da dicembre 2020.
A dicembre 2020 i prezzi dei pedaggi sono stati annunciati dall'agenzia Tunnil. Per le auto con registrazione del pedaggio (hald), i pedaggi sulla tratta Streymoy-Eysturoy variavano da 175 corone per un'auto piccola (fino a 3.500 chilogrammi, 150 corone per i furgoni, 400 per i camion e 1250 per autobus di grandi dimensioni (19 posti o più). Per il traffico locale tra Saltnes e Strendur, le tariffe sono rispettivamente di 25, 50, 100 e 750 corone. I pedaggi vengono riscossi per i viaggi in entrambe le direzioni, a differenza del Vágatunnilin e del Norðoyatunnilin, che applicano i pedaggi solo in un senso. Tunnil afferma che il tempo di viaggio risparmiato, il carburante e l'usura compensano i maggiori costi di viaggio sulle rotte principali tra Tórshavn, l'Esturoy meridionale e le Isole del Nord. La compensazione finanziaria per i pendolari (ferðastuðul) è stata estesa per includere una compensazione di 8,45 corone per tratta per i pedaggi Eysturoyartunnilin. 
Il tunnel era gratuito nelle prime settimane dopo l'apertura fino al 10 gennaio 2021. Il 19 dicembre, tra l'apertura a mezzogiorno e la mezzanotte, 14.700 veicoli sono passati attraverso il tunnel. La presenza media giornaliera si è poi stabilizzata a 7.500 veicoli in questo periodo senza pedaggio. Dopo il 10 gennaio 2021, il numero di veicoli è sceso improvvisamente a 3.151 veicoli al giorno nella prima settimana, 3.647 veicoli al giorno nella seconda e 3.764 nella terza. Questi numeri includono sia gli incroci tra le isole (Streymoy-Eysturoy) che quelli locali (Saltnes-Strendur) in entrambe le direzioni. I numeri per la prima settimana non sono però indicativi, poiché il tunnel era chiuso la sera e la notte per lavori di manutenzione. Tutto sommato, i numeri sono notevolmente inferiori ai 6.000 veicoli previsti al giorno, il che solleva interrogativi sulle prospettive finanziarie sia per l'Eysturoyar che per il Sandoyartunnilin. Sta aumentando però la pressione pubblica per ridurre le tariffe al fine di aumentare il numero di passeggeri. Gli oppositori di questi pedaggi cari continuano a preferire il vecchio percorso più lungo. Lungo questo percorso, nel Norðskálatunnilin, un conteggio del traffico suggerisce che rimangono circa 900 auto che utilizzano il vecchio percorso attraverso il Sundalagið. 
Anche la rete di autobus riprogettata di Strandfaraskip Landsins ha sollevato del malcontento. La regione di Sundalagið e i villaggi di Strendur e Toftir hanno visto un calo del numero di collegamenti in autobus per Tórshavn, causando tempi di viaggio porta a porta con i mezzi pubblici spesso paragonabili ai tempi pre-Eysturoyartunnilin. In risposta ai nuovi pedaggi, Strandfaraskip Landsins si è vista costretta ad aumentare i prezzi dei biglietti sulla rotta 400 con 20 corone per viaggio.